# Minas la Florida
Minas la Florida es una localidad del estado mexicano de Coahuila. Es parte del municipio de Múzquiz.

## Demografía
| Gráfica de evolución demográfica |
|                                  |

| Censo | Población |
| ----- | --------- |
| 1940  | 7         |
| 1950  | 23        |
| 1960  | 262       |
| 1970  | 697       |
| 1980  | 1 714     |
| 1990  | 1 713     |
| 2000  | 1 152     |
| 2010  | 1 355     |
| 2020  | 1 336     |